# Liquiditätsgrad
Der Liquiditätsgrad ist in der Betriebswirtschaftslehre eine betriebswirtschaftliche Kennzahl, welche die Zahlungsfähigkeit eines Wirtschaftssubjekts, seinen Zahlungsverpflichtungen jederzeit fristgerecht nachkommen zu können, wiedergibt.

## Allgemeines
Im Rahmen der Liquidität wird der Liquiditätsgrad eines Wirtschaftssubjekts (Unternehmen, Privathaushalte, Staat) von Gläubigern (Anleger, Kreditinstitute, Lieferanten), in der Finanzanalyse, Kreditwürdigkeitsprüfung und von Ratingagenturen ermittelt. Die Erhaltung der jederzeitigen Liquidität ist meist neben der Gewinnmaximierung ein wesentliches Unternehmensziel, denn dauerhafte Liquiditätsengpässe können in einer Unternehmenskrise zur Insolvenz führen (Insolvenzgrund: Zahlungsunfähigkeit).
Insbesondere spielt der Liquiditätsgrad bei Kreditinstituten (siehe Liquiditätsdeckungsquote) und Nichtbankunternehmen eine Rolle. Bei Privathaushalten wird er innerhalb der privaten Liquiditätsrechnung ermittelt. Im Folgenden wird der Liquiditätsgrad bei Nichtbankunternehmen beschrieben.

## Liquiditätsgrade
Die Liquidität wird beim Liquiditätsgrad mit unterschiedlichen Gradeinteilungen gemessen, die sich an der Liquidierbarkeit einzelner Vermögensgegenstände orientieren. Die Liquidierbarkeit betrifft Eigenschaften von Vermögensobjekten im Hinblick auf ihre Geldnähe (leicht in Geld umzuwandeln) oder Geldferne (schwer in Geld umzuwandeln). Eine Monetarisierung liegt vor, wenn Sachwerte durch Kapitalfreisetzung, also Veräußerung, in Geld umgewandelt werden. Dabei hängt ihre Liquidierbarkeit von der Marktliquidität (Marktbreite, Marktenge) ab. Je schlechter diese ist, umso mehr Wertminderung (Disagio) muss bei der Veräußerung hingenommen werden.
Üblich ist in der Betriebswirtschaftslehre die Einteilung in drei Liquiditätsgrade. Sie unterscheiden sich durch eine  zunehmende Aggregation von Vermögensgegenständen. Die Liquidität 1. Grades sollte größer oder gleich 0,2 sein, der 2. Liquiditätsgrad größer oder gleich 1 und die Liquidität 3. Grades größer oder gleich 2 sein. Die niedrigste Wertminderung bei der Monetarisierung ist bei der Liquidität 1. Grades zu erwarten, die höchste entsprechend beim 3. Grad.

### Liquidität 1. Grades
Die Liquidität 1. Grades (englisch Cash Ratio, CR; auch Barliquidität, Primärliquidität) erfasst die am schnellsten und mit keiner oder sehr geringer Wertminderung liquidisierbaren Vermögensgegenstände:
{\displaystyle \mathrm {Cash\ Ratio} =\mathrm {{liquide\ Mittel\ (Zahlungsmittelbestand)} \over {kurzfristige\ Verbindlichkeiten}} }.
Die Kennzahl gibt das Verhältnis der liquiden Mittel (Zahlungsmittelbestand) zu den kurzfristigen Verbindlichkeiten eines Unternehmens an und erlaubt damit eine Aussage darüber, inwieweit ein Unternehmen seine derzeitigen kurzfristigen Zahlungsverpflichtungen allein durch seine liquiden Mittel erfüllen kann. Der Zahlungsmittelbestand setzt sich aus den Bilanzpositionen des § 266 Abs. 2 B IV HGB zusammen, und zwar aus Kassenbestand (einschließlich Sorten), Guthaben bei der Bundesbank und Bankguthaben bei Kreditinstituten (sowie auch aus den heute kaum noch vorkommenden Schecks).

### Liquidität 2. Grades
Die Liquidität 2. Grades (englisch Acid Test Ratio, ATR; oder englisch Quick Ratio, auch Einzugsliquidität, EL), gibt das Verhältnis des Geldvermögens zuzüglich Wertpapierbestand und den kurzfristigen Forderungen zu den kurzfristigen Verbindlichkeiten eines Unternehmens an:
{\displaystyle \mathrm {Acid\ Test\ Ratio} ={\mathrm {(Zahlungsmittelbestand+kurzfristige\ Forderungen+kurzfristige\ Wertpapiere)}  \over \mathrm {kurzfristige\ Verbindlichkeiten} }}.
Zum Zahlungsmittelbestand werden die kurzfristigen Forderungen aus Lieferungen und Leistungen sowie kurzfristige Wertpapiere (Geldmarktpapiere und Aktien des Umlaufvermögens) hinzugerechnet.
Sie ist ein Maß dafür, ob ein Unternehmen in der Lage ist, seine kurzfristigen Verbindlichkeiten zu begleichen. Bei einem ATR, das {\displaystyle <1} ist, wird ein Teil der kurzfristigen Verbindlichkeiten nicht durch kurzfristig zur Verfügung stehendes Vermögen gedeckt. Dadurch kann ein Liquiditätsengpass entstehen.

### Liquidität 3. Grades
Die Liquidität 3. Grades (englisch Current Ratio) gibt das Verhältnis des gesamten Umlaufvermögens (englisch current assets) zu den kurzfristigen Verbindlichkeiten eines Unternehmens an:
{\displaystyle {\begin{aligned}\mathrm {Current\ Ratio} &={\mathrm {gesamtes\ Umlaufverm{\ddot {o}}gen}  \over \mathrm {kurzfristige\ Verbindlichkeiten} }\\&={{\mathrm {Geldverm{\ddot {o}}gen} +\mathrm {Wertpapiere} +\mathrm {Forderungen\ und\ sonstige\ Verm{\ddot {o}}gensgegenst{\ddot {a}}nde} +\mathrm {Vorr{\ddot {a}}te} } \over \mathrm {kurzfristige\ Verbindlichkeiten} }\end{aligned}}}.
Zu den Vermögenswerten der Liquidität 2. Grades werden alle darin nicht erfassten Werte des Umlaufvermögens hinzugerechnet, also alle Wertpapiere (auch die des Finanzanlagevermögens), Vorräte und sonstige Forderungen.
Ist das Current Ratio {\displaystyle <1}, dann wird ein Teil der kurzfristigen Verbindlichkeiten nicht durch das Umlaufvermögen gedeckt, das heißt, es muss unter Umständen Anlagevermögen zur Deckung der Verbindlichkeiten verkauft werden. Daher sollte diese Liquiditätskennziffer immer größer als 1 sein. Nach der sogenannten „Banker’s rule“ (auch Two-to-One-Rule genannt) sollte diese mindestens 2 sein. Diese Zielgröße ist eine Forderung von US-amerikanischen Banken bei der Kreditvergabe. Sie beruht auf Bilanzen nach US-amerikanischer Rechnungslegung, welche an den Eigenkapitalgebern orientiert ist. Sie ist zudem im Umfeld US-amerikanischer Wirtschaftsstrukturen und Gesetzgebungen entwickelt worden. Eine zweite, ebenfalls oft genannte Zielgröße ist ein Wert von mindestens 1,2. Dieser basiert auf Rechnungslegungen, die wie in Deutschland, Österreich und der Schweiz an den Fremdkapitalgebern orientiert ist in einem Umfeld mitteleuropäischer Wirtschaftsstrukturen und Gesetzgebungen. Allerdings entwickelt sich gerade die deutsche Rechnungslegung mit dem BilMoG stärker Richtung IFRS, und dieses wiederum ist näher an der US-amerikanischen Rechnungslegung.
Liquidität 3. Grades und Working Capital
Die Liquidität 3. Grades ({\displaystyle L3}) steht in folgender Weise im Zusammenhang mit dem Working Capital ({\displaystyle WC}):
L3 = 1 ↔ WC = 0,
L3 > 1 ↔ WC > 0,
L3 < 1 ↔ WC < 0.

## Wirtschaftliche Aspekte
Die Liquiditätsgrade geben eine statische Liquidität wieder, weil die in den Formeln verwendeten Bilanzpositionen eine am Bilanzstichtag ermittelte Bestandsgröße darstellen. Zur Einschätzung des Insolvenzrisikos sind deshalb diese Liquiditätskennziffern wenig geeignet, denn selbst wenn die Liquidität 3. Grades > 1 liegt, kann es aktuell zu Zahlungsschwierigkeiten kommen. Eine eher brauchbare Liquiditätsanalyse berücksichtigt bei der Messung des Liquiditätsrisikos die dynamische Liquidität, wie sie sich aus dem Finanzplan ergibt.